# 江明 (演員)
江明（英語：Chiang Ming，1940年10月13日—），本名姜萬敏，為台灣電影、電視演員。

## 簡歷
早年演藝生涯即在台視開始發展，主演電視劇代表作為台視1973年播出的《玉釵盟》，並曾在1977年台視的《絕代雙驕》中飾演江楓／花無缺一角，也曾擔綱多部1970年代台視8點檔連續劇的男主角，在電影方面亦演出過多部瓊瑤電影。
曾入圍金鐘獎男主角獎及男配角獎以及金馬獎最佳男配角。
其妻蔡慧華亦為演員。

## 電影演出
- 1964年 《養鴨人家》 飾 鍾國材
- 1965年 《婉君表妹》 飾 周伯健
- 1966年 《我女若蘭》 飾 方大衛
- 1967年 《寂寞的十七歲》 飾 大夫
- 1970年 《家在台北》 飾 何範
- 1974年 《我父我夫我子》 飾 李晚村
- 1977年 《筧橋英烈傳》飾 李桂丹
- 1978年 《汪洋中的一條船》 飾 呂良仁
- 1978年 《處處聞啼鳥》 飾 齊斌
- 1979年 《早安台北》 飾 唐風
- 1979年 《一片深情》 飾 葉堅
- 1979年 《小城故事》 飾 藝品店小開
- 1980年 《原鄉人》 飾 鍾理康
- 1981年 《怪屍》 飾 江明
- 1984年 《上海灘十三太保》 飾 高先生

## 電視劇演出
- 1970年 《清宮殘夢》 飾 光緒
- 1970年 《風蕭蕭》 飾 徐仲秋
- 1973年 《玉釵盟》 飾 徐元平
- 1975年 《朵朵浪花》 飾 林志明
- 1976年 《周三劇場-夜》飾 張傑
- 1976年 《周三劇場-為善最樂》飾 莫金標
- 1976年 《周三劇場-野狐嶺》飾萬古俠
- 1976年 《周三劇場-梨園夢》飾方志剛
- 1976年 《周三劇場-誰是兇手》飾杜雲生
- 1976年 《周三劇場-翠園驚夢》飾王亦強
- 1976年 《周三劇場-野店》飾洪良
- 1976年 《周三劇場-大圈套》飾楚江滔
- 1976年 《周三劇場-怪手》飾
- 1977年 《絕代雙驕》 飾 江楓／花無缺
- 1978年《龍虎英豪》 飾金龍
- 1978年《梅嶺飄香》 飾李明孝
- 1978年《恩義情天》 飾陸少青
- 1979年《金鳳凰》 飾 冷含春
- 1979年《金石情》 飾 袁志平
- 1979年《彩霞滿情天》 飾 凌清吉
- 1980年《盲女神龍》 飾藍天雁
- 1980年《俠影香踪》 飾海長青
- 1981年《金鳳緣》 飾 達王爺
- 1982年 《海角天涯》 飾 方醒亞
- 1983年 《風滿樓情滿樓》 飾 姚樹人
- 1983年《清宮煙雲》 飾 乾隆
- 1984年《遊龍戲鳳》 飾 乾隆
- 1985年 《花落春猶在》 飾 尹孟君
- 1985年 《儂本多情》 飾 何積祥
- 1986年 《楊貴妃傳奇》 飾 李白
- 1986年 《福祿壽喜》 飾 沈至德
- 1986年 十月戲劇大展《你照亮我的生命》飾孟啟南
- 1987年 《今夜相思雨》 飾 歐陽博
- 1987年 《昨日夢已遠》 飾 盛志遠
- 1987年 《鍾馗嫁妹》 飾 玉帝
- 1988年 《八月桂花香》 飾 程小冬
- 1990年 《碧海情天》 飾 岳存宗
- 《中國民間故事》 
  - 《 寶蓮燈》飾劉彥昌
  - 《 禪師與琴娘》飾蘇東坡
  - 《 茅山道士鬥貓邪》飾茅格
- 人間劇場 都市寓言系列《返鄉》飾陳父
- 台視劇場 作家系列《那兩個女人》飾趙傑克
- 1992年 《新白娘子傳奇》 飾 李公甫
- 1992年 《七色橋》 飾 穆立強
- 1992年 《刺馬》 飾 曾國藩
- 1993年 《大太監與小木匠》 飾 張本儒
- 1993年 《紫櫻花》 飾 葉振剛
- 1994年 《俠義見青天》 飾 八賢王
- 1994年 《倚天屠龍記》 飾 宋遠橋
- 1995年 《帝女花》 飾 多爾袞
- 1996年 《孽海花》 飾 鍾馗
- 1997年 《四千金》 飾 劉斌仁
- 1997年 《四千金2情比姐妹深》 飾江明瀚

## 獎項紀錄

### 金鐘獎
| 年份   | 獲提名                 | 獎項                 | 結果 |
| ------ | ---------------------- | -------------------- | ---- |
| 1980年 | 《台視劇場－愛情走廊》 | 第15屆金鐘獎男演員獎 | 提名 |
| 1993年 | 《人間劇場－返鄉》     | 第28屆金鐘獎男配角獎 | 提名 |

### 金馬獎
| 年份   | 獲提名       | 獎項                         | 結果 |
| ------ | ------------ | ---------------------------- | ---- |
| 1979年 | 《小城故事》 | 第16屆金馬獎最佳劇情片男配角 | 提名 |
| 1980年 | 《早安台北》 | 第17屆金馬獎最佳劇情片男配角 | 提名 |

## 廣告代言
- 明通化學製藥「肝胃能」顆粒

## 外部連結
- 江明在互联网电影资料库（IMDb）上的資料（英文）